# キャンティ (イタリア料理店)
キャンティ（CHIANTI）は、東京都港区麻布台3丁目で春日商会が運営するイタリア料理店。1960年（昭和35年）の創業以来、各界著名人・文化人が利用する高級レストランとして知られる。店名はキャンティ・ワインにちなむ。

## 人物
川添浩史
キャンティのオーナー、川添浩史（本名：川添紫郎、1913年（大正2年）2月17日 - 1970年（昭和45年）1月10日）は、伯爵後藤猛太郎の庶子として生まれ、川添清麿（妻は土佐佐川領主深尾重先の孫）の養子として育てられた。母親は新橋芸者のおもん。祖父は大政奉還の立役者である伯爵後藤象二郎。若き頃にパリへ遊学し、写真家ロバート・キャパと交友し、フランス映画の日本輸入に携わった。1938年（昭和13年）にピアニストの原智恵子と結婚し、長男の川添象郎（本名：川添象多郎）、次男の川添光郎が生まれた。
1940年に第二次世界大戦の勃発を受けて日本にもどり、パリ時代に獲得した外務省の外郭団体「国際文化振興会」嘱託という身分のまま、フランス映画の輸入のほか、上野でレオナルド・ダ・ビンチ展を開催したりといった文化活動を続けた。また、いとこにあたる小島威彦が創設した国粋団体「スメラ学塾」にかかわり、妻の原智恵子、オペラ歌手の三浦環、パリ時代の友人で建築家の坂倉準三らと赤坂にサロン「スメラクラブ」を作った。
戦後は高松宮宣仁親王の国際関係特別秘書となり、高輪の旧高松宮邸を改装した結婚式場「光輪閣」の支配人を務めた。また、国際人としてロバート・キャパの招聘、アズマカブキや文楽の海外興行、カンヌ映画祭での映画「砂の女」プロモーション、大阪万博の富士グループパビリオン、ミュージカル『ヘアー』の日本公演など、幅広い文化プロデュース活動を行った。
川添梶子
妻の川添梶子（旧姓：岩元、1928年（昭和3年）2月25日 - 1974年（昭和49年）5月17日）は、神戸市の実業家の娘として生まれる。聖心女子学院卒業後、芸術家志望で単身イタリアに渡り、彫刻家エミリオ・グレコに師事した。イタリア滞在中に結婚し1女をもうける。
アズマカブキのイタリア公演にナレーターとして参加した時に浩史と知り合い、イタリア人の夫と子供を残して日本へ帰国。浩史の離婚後、1959年（昭和34年）に結婚した。社交界でも著名で、またデザイナーとして島津貴子やグループ・サウンズの衣装も手がけた。

## 沿革
1960年4月、川添夫妻は六本木のはずれ、麻布飯倉片町8番地（現麻布台3丁目）にイタリアンレストラン「キャンティ」を開店した。発案者は妻の梶子で、「日本には本格的なイタリアンレストランがまだないから、自分達でつくってしまおう」という理由だった。川添象郎によれば、開店初日にペギー葉山、ジェリー藤尾が来店したという。
梶子は建築家村田豊の協力をえて店の内装をデザインし、シェフやコックたちに調理法を教えた。人気メニューのスパゲッティ・バジリコは生バジルが簡単に入手できないため自宅の庭で栽培し、日本人の口に合うよう大葉やパセリを混ぜて工夫した。裏メニューとして、金曜日のみ注文できるブイヤベースも好評だった。のちに改築にともない地下1階から2階にも店を広げ、1階ではテイクアウトのデリ、ブティック「ベビードール」、2階はフランス料理、3階では会員制「キャンティシモ」の営業を開始した。
キャンティは午前3時まで営業しており、遅い夕食をとる放送・芸能関係者から、客である政財界人に連れられて来る赤坂や銀座のホステスまでが来店して深夜に賑わった。店内にはヨーロッパのサロンのような自由闊達な雰囲気があり（浩史は「西洋のおでん屋」と表現した）、川添夫妻の人脈を介して映画監督、作家、音楽家、デザイナーなど各界の文化人が交流した。キャンティの常連客には、安井かずみ、加賀まりこ、コシノジュンコ、かまやつひろしらから、三笠宮崇仁親王や島津久永・島津貴子夫妻など、皇族関係者までが含まれた。
開店当時、六本木には在日米軍兵舎があり（現在も星条旗新聞や麻布米軍ヘリ基地（赤坂プレスセンター）がある）、アメリカ文化に惹かれる若者（六本木族）が集まるようになり、やがて「六本木野獣会」のたまり場になった。キャンティをはじめ、シシリア、ニコラス、ザ・ハンバーガー・イン、レオスといった料理店が溜まり場となった。キャンティのモットーは「子供の心をもつ大人たちと、大人の心をもつ子供たちのために作られた場所」。国籍・年齢・性別の異なる人々が集い、若者が大人の世界に触れ、一流の所作を学ぶ場となった。
彼らは浩史を「パパ」、梶子を「タンタン」（イタリア語で「おばさん」）と呼んで慕った。梶子は自立した女性のモデルとして加賀や安井らの憧れとなり、「ベビードール」ではグループ・サウンズや人気歌手（布施明、森進一など）の衣装デザインを引き受けた（「岩元梶子」名でザ・スパイダースの英語カヴァー曲の訳詞もした）。彼らはファッション・音楽など1960年代のサブカルチャーの先端をゆく「キャンティ族」として有名になり、キャンティは背伸びしたい年頃の若者が一度は訪れてみたい「伝説のレストラン」となった。実際、堺正章はキャンティについて「好奇心に満ち、才能にもあふれ、エネルギーを持て余しているような10代、20代の若者たちが『夜の学校』と称して集い、最先端のヨーロッパ文化を学んでいった場所だった」と回想しており、「まるでパリのモンパルナスにあるブラッセリー『ラ・クーポール』みたいな特別な空間だった」と述べている。
浩史の長男の川添象郎は父の文化事業を手伝い、最年少の常連客だった荒井由実（松任谷由実）のアルファレコードでのデビューをプロデュースした。2004年（平成16年）には日本テレビ系列でスペシャル番組『あの日にかえりたい。〜東京キャンティ物語〜』が放送された。
川添夫妻の死後、次男の光郎が店を引き継ぎ、2010年（平成22年）に光郎が死亡したのちは川添隆太郎（光郎の息子）が3代目オーナーとなっている。2021年現在、レストラン及びカフェとして飯倉片町本店、西麻布店（霞町交差点界隈サァラビル地下1階）、「カフェキャンティ」（松屋銀座6階）の3店舗と、東京駅前の丸ビルにショップがある。また日本橋髙島屋などで臨時ショップをオープンしている。自由が丘の支店は一時期で終わった。
なお本店地下1階はレストラン、1階はイタリアンカフェ「アルカフェ・キャンティ」である。2006年には2階にバー「キャンティッシモ」が開業した。現在も本店、支店ともに開業時以来の常連客やその子息を中心に、著名人や富裕層の顧客が多い。
本店1階ではケーキやクッキー、ドレッシングやトマトソースなどを購入し持ち帰ることができるほか、松屋銀座店や丸ビルにあるショップや、オンラインショップでも購入することができる。

### ドレスコード
店内の雰囲気を保つために、ドレスコードとして「スマートカジュアル」を設定しており、男性は襟付きシャツを着用し、ハーフパンツやタンクトップ、ノースリーブ、サンダル類の着用、またはそれと見間違えるようなラフな服装は控えるように求めている。

## 主な顧客
50音順
- 赤木圭一郎（俳優）[9][10]
- 秋山庄太郎（写真家）[10][11]
- 浅利慶太（演出家）[10][11]
- 初代吾妻徳穂（舞踊家）[10][11]
- 安部公房（作家）[10]
- 新珠三千代（女優）[11]
- アラン・メリル（音楽家・歌手、ジ・アローズ The Arrows元メンバー、ウォッカ・コリンズ）
- 生沢徹（元レーシングドライバー）[12]
- 石井好子（シャンソン歌手）[11]
- 石坂浩二（俳優）
- いしだあゆみ（女優・歌手）[13][14]
- 石津謙介（ファッションデザイナー、ヴァンヂャケット創業者）[10]
- 石原慎太郎（作家・政治家、元東京都知事）[10]
- 石原裕次郎（俳優・歌手、石原慎太郎の弟）
- 伊丹十三（俳優・映画監督）[10]
- 伊藤道郎（舞踏家、舞台演出家）[10]
- 井上順（歌手・俳優、ザ・スパイダース元メンバー）
- 井上靖（作家）[11]
- イヴ・サン＝ローラン（ファッションデザイナー）[11]
- イヴ・モンタン（歌手）[11]
- 今井俊満（画家）[10][11]
- 内田裕也（歌手・俳優）[13]
- エディ藩（音楽家）
- 大江健三郎（作家）[10]
- 大口広司（俳優・ドラマー、ウォッカ・コリンズ故メンバー）
- 大原麗子（女優）[13][14]
- 小川知子（女優）[14]
- 岡田真澄（俳優）
- 岡本太郎（画家）[10][11]
- 奥田瑛二（俳優）
- 小澤征爾（オーケストラ指揮者）
- 加賀まりこ（女優）[13][14]
- 勝新太郎（俳優・映画監督）[10]
- 加藤和彦（音楽家）
- 加瀬邦彦（作曲家、音楽家）
- 加橋かつみ（歌手、ザ・タイガース元メンバー）[13]
- 加納典明（写真家）
- かまやつひろし（歌手、ザ・スパイダース元メンバー）[13][14]
- 川口浩（俳優）
- 川島正次郎（政治家、2代目自由民主党副総裁）[11]
- 川端康成（作家）
- 菊田一夫（劇作家）[11]
- 岸部一徳（俳優、ザ・タイガース元メンバー）
- 久我美子（女優）[11]
- 黒川紀章（建築家）[11]
- 黒澤明（映画監督）[10][11]
- 黒柳徹子（司会者・女優）[10]
- 河野一郎（政治家、元農相）[11]
- コシノジュンコ（ファッション・デザイナー）
- 堺正章（歌手・俳優、ザ・スパイダース元メンバー）[13]
- 坂本龍一（音楽家、YMOメンバー）
- サルバドール・ダリ（画家）
- 沢田研二（歌手、ザ・タイガース元メンバー）
- 鹿内信隆（フジサンケイグループ会議議長、川添の学生時代からの友人）[11]
- 式場壮吉（元レーシングドライバー、実業家）[12]
- 篠山紀信（写真家）
- ジェリー伊藤（俳優・歌手、伊藤道郎の次男）
- ジェリー藤尾（歌手）[14]
- 柴田錬三郎（作家）[10][11]
- 島津貴子（元皇族）[11]
- 島津久永（実業家、島津貴子の夫）
- 志村けん (コメディアン、ドリフターズメンバー)
- シャーリー・マクレーン（女優）[11]
- ジャン・コクトー（来日時に来店）
- 千田是也（演出家、伊藤道郎の弟）[10]
- 高松宮宣仁親王（皇族）[11]
- 高見恭子（タレント・エッセイスト）
- 高峰三枝子（女優）
- 武満徹（前衛・現代音楽・作曲家）[10]
- 立木義浩（写真家）[10]
- 田中康夫（作家・元政治家）
- 田邊昭知（田辺エージェンシー代表取締役社長、ザ・スパイダース元メンバー）[13][14]
- 田辺靖雄（歌手・俳優）[14]
- 谷口千吉（映画監督）[11]
- 團伊玖磨（作曲家）[11]
- 丹下健三（建築家）[10]
- 筒美京平（作曲家）[15]
- 堤清二（実業家・作家・詩人、作家・詩人としての筆名は辻井喬）[11]
- 勅使河原宏（映画監督）[10][11]
- 堂本尚郎（画家）
- 徳大寺有恒（元レーシングドライバー、自動車評論家）
- 中尾彬（俳優）
- 長嶋茂雄（プロ野球選手・監督）[10]
- 永田雅一（実業家、元大映社長）[11]
- 中村富十郎（歌舞伎俳優）[11]
- 永山武臣（実業家、元松竹社長）[10]
- ナット・キング・コール（歌手）[11]
- 野村克也（プロ野球選手・監督）[10]
- 野村沙知代（タレント、克也の後妻）[10]
- 萩原健一（俳優、歌手）
- 花田美奈子（高級クラブのママ）[11]
- 2代目花柳壽輔（舞踊家）[10]
- 浜口庫之助（作曲家）[10]
- 早川雪洲（俳優）[11]
- ピエール・カルダン（ファッションデザイナー）[11]
- 瞳みのる（ザ・タイガース元メンバー）
- 福沢幸雄（元レーシングドライバー、ファッションモデル、川添兄弟の幼なじみ）[13]
- 風吹ジュン（女優）
- フランク・シナトラ（エンターテイナー、歌手、来日時に訪問）[11]
- 林真理子（作家）
- 常陸宮正仁親王（皇族）[11]
- ペギー葉山（歌手）
- 星新一（作家）[10]
- 細野晴臣（作曲家、YMOメンバー）
- 松任谷由実（歌手）
- 黛敏郎（作曲家）[10][11]
- マルセル・マルソー（パントマイム）[11]
- 丸谷才一（作家・文芸評論家）
- 三笠宮崇仁親王（皇族）
- 三島由紀夫（作家）[10][11]
- ミッキー・カーチス（歌手）[13][14]
- 峰岸徹（俳優）
- 三船敏郎（俳優）
- 三保敬太郎（音楽家）[12]
- 宮沢りえ（女優・歌手）
- 村井邦彦（作曲家）[12][14][16]
- 村上龍（作家）
- メリー喜多川（元ジャニーズ事務所名誉会長）[10]
- 森本太郎（ザ・タイガース元メンバー）
- 森瑶子（作家）
- 安井かずみ（作詞家）[13][14]
- 八千草薫（女優）[10][11]
- 山口洋子（作家）
- 若尾文子（女優）[10]
- 渡辺貞夫（音楽家）
- 渡邊美佐（渡辺プロダクション会長）[10][14]